# Personale della Commissione europea
Il personale della Commissione europea è composto da tutti i dipendenti che lavorano per l'omonima Commissione; più specificamente ciascuno di loro lavora per una Direzione generale della Commissione.

## Gerarchia interna
Fino alla fine degli anni Ottanta, la struttura amministrativa della Commissione era fortemente gerarchizzata. Il capo di gabinetto del Presidente Jacques Delors, Pascal Lamy, aveva ad esempio un'enorme influenza sugli altri funzionari e sugli stessi direttori generali.
A partire dagli allargamenti della UE degli anni Novanta, l'arrivo di funzionari dai nuovi stati membri cambiò gli equilibri interni alla burocrazia europea. L'accento venne posto maggiormente sulla partecipazione e sulla consultazione, l'organizzazione divenne meno rigidamente gerarchizzata. Inoltre, le donne guadagnarono progressivamente maggiori spazi: oltre alle prime nomine di donne come commissari europei, nel 2006 Catherine Day divenne la prima donna a ricoprire il ruolo di Segretario generale.
I dipendenti europei sono ordinati in due categorie: amministratori (AD) e assistenti (AST). A sua volta la categoria dei funzionari AD è divisa in diversi livelli, dal più basso (AD 5) al più alto (AD 16), ovvero il livello dei direttori generali. Tra le altre mansioni, la categoria AST comprende segretari, autisti ecc.
Le progressioni di carriera sono legate al merito, tuttavia molti impieghi ai livelli più alti della categoria AD vengono assegnati a funzionari 'paracadutati' dagli stati membri. Le riforme della burocrazia europea approvate nel 2004 hanno ulteriormente ristretto le possibilità di carriera per i funzionari, ma hanno anche introdotto la possibilità per un dipendente AST di passare alla categoria AD. Una condizione necessaria per ottenere la prima promozione è la conoscenza di una terza lingua ufficiale dell'UE (per l'assunzione è richiesta la conoscenza di almeno due lingue europee, una delle quali deve essere inglese, francese o tedesco).

## Statistiche sui funzionari europei
Nel 2010 la Commissione impiegava 25 018 persone, di cui 12 931 compresi nella categoria AD e 12 087 nella categoria AST. A questi si aggiungono 7 122 "esterni" (agenti a contratto, funzionari nazionali distaccati, ecc.).
Le DG che occupano più personale sono il Servizio traduzione (2 427 dipendenti) e il Centro Comune di Ricerca (2 243 dipendenti).
I funzionari e dipendenti della Commissione provengono da tutti gli stati membri. La nazionalità complessivamente più rappresentata è quella belga (19,5% del totale), soprattutto grazie al fatto che circa il 30% dei dipendenti di categoria AST è belga; ciò si spiega con il fatto che i tre quarti dei dipendenti della Commissione lavorano in Belgio. Tra i dipendenti di categoria AD, le nazionalità più rappresentate sono quella francese (1 444 persone) e quella tedesca (1 375 persone). Sono italiani 1 225 dipendenti di categoria AD e 1 348 dipendenti di categoria AST (10,2% del totale dei dipendenti della Commissione). Generalmente le nazionalità che sono sotto-rappresentate sul totale dei dipendenti esprimono tuttavia un numero significativo di funzionari di alto livello.
Anche se gran parte delle attività della Commissione si svolge a Bruxelles e in parte minore a Lussemburgo, vi sono dipendenti della Commissione in tutti gli stati membri. In Italia lavorano 1 025 dipendenti della Commissione, appartenenti in larga parte alla sede di Ispra del Centro Comune di Ricerca.
Le donne rappresentano il 51,9% dei dipendenti della Commissione, contro il 48,1% degli uomini. In media le dipendenti donne sono più giovani e sono state assunte più di recente, in gran parte dagli anni Novanta in poi. Tuttavia le donne costituiscono solo il 39,4% dei dipendenti di categoria AD e sui 37 direttori generali solo 3 sono donne. In ogni caso, il numero di donne impiegate dalla Commissione con funzioni dirigenziali è cinque volte più grande oggi di quindici anni fa; l'obiettivo della Commissione è portare al 25% la quota di donne nei posti di categoria AD 14- AD 16 e al 30% quella nei posti AD 9- AD 13 entro il 2014.

## Condizioni lavorative
Con le modifiche allo Statuto dei funzionari delle istituzioni europee entrate in vigore il 1º gennaio 2014 tutti i dipendenti delle Istituzioni comunitarie, compresi quelli della Commissione, lavorano un minimo di 40 ore alla settimana e dispongono di almeno 24 giorni di ferie all'anno.
Gli stipendi base sono compresi tra i 2 300 € al mese per un dipendente AST appena assunto ai circa 16 000 € al mese per un funzionario di massimo livello con oltre quattro anni di anzianità nel grado. Come nel caso di molte organizzazioni internazionali, i salari sono sottoposti ad un sistema di tassazione diverso da quello del paese in cui i funzionari svolgono le proprie mansioni; le tasse variano dall'8% al 45% e contribuiscono al bilancio dell'UE. Agli stipendi base possono aggiungersi varie indennità, riconosciute ad esempio a chi ha dovuto lasciare il proprio paese di origine per lavorare alla Commissione, e assegni familiari.
I dipendenti della Commissione versano il 2% dello stipendio base per l'assicurazione sanitaria e il 10,3% circa per la pensione; attualmente è dovuto un ulteriore contributo cosiddetto "di solidarietà", del 6-7%. La pensione di anzianità viene ottenuta di norma a 63 anni, anche se sono possibili pre-pensionamenti (con riduzione dell'assegno di pensione) a 58 anni e pensionamenti posticipati a 67 o, in via eccezionale, a 70 anni. L'ammontare massimo della pensione di anzianità è pari al 70% dell'ultimo stipendio base.